# Neva Edwards
Neva Edwards (* 1931) ist eine ehemalige Politikerin aus Dominica der Dominica Freedom Party (DFP), die zwischen 1993 und 1995 Sprecherin des House of Assembly, des Unterhauses von Dominica, war.

## Leben
Neva Edwards engagierte sich in der Vorschulbildung und war innerhalb des Social Centre Geschäftsführerin von vier Programmen von Nichtregierungsorganisationen wie zum Beispiel des Nationalen Programms für frühkindliche Förderung (National Early Childhood Programme). Für ihre langjährigen Verdienste erhielt sie 1991 den Meritorious Service Award. Nachdem der bisherige Parlamentssprecher Crispin Sorhaindo am 25. Oktober das Amt des vierten Präsidenten von Dominica angetreten hatte, wurde sie auf Vorschlag der damals regierenden Dominica Freedom Party (DFP) der Premierministerin Mary Eugenia Charles zur neuen Sprecherin des House of Assembly, des Unterhauses von Dominica, gewählt. Sie war zuvor kein Mitglied des Parlaments und bekleidete dieses Amt als Speaker of the House of Assembly of Dominica bis zum 2. August 1995, woraufhin Osborne Symes ihre Nachfolge antrat.
Neva Edwards, die sich auch als Laienpredigerin in der Methodistischen Kirche engagiert, wurde 1999 vom Nationalen Frauenrat Dominicas (Dominica National Council of Women) für den Frauenpreis der Karibischen Gemeinschaft (CARICOM Award for Women) nominiert. 2011 wurde ein Standbild im Hero’s Park von Marigot errichtet.